# Achille-Léon-Victor de Broglie

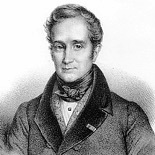
Achille-Charles-Léonce-Victor de Broglie

Achille-Léon-Victor, 3. duc de Broglie [də ˈbrɔj] (* 1. Dezember 1785 in Paris; † 25. Januar 1870 ebenda) war ein französischer Staatsmann und Diplomat aus der Familie der Herzöge de Broglie.

## Biografie
Victor de Broglie, Sohn des 1794 guillotinierten Generals Claude-Victor de Broglie, wurde unter Napoleon Bonaparte Staatsrat, Auditeur, Militärintendant in Illyrien, dann in Valladolid, später Attaché und Gesandtschaftsrat in Wien, Prag und Warschau.
Nach dem Tod seines Großvaters Victor-François de Broglie (1804) wurde er 3. Herzog de Broglie. 1814 zum Pair ernannt, war er entschieden liberal, stimmte bei Neys Prozess für „Nichtschuldig“ und bekämpfte in der Pairskammer mit Entschiedenheit die reaktionäre Politik der Restauration; er gehörte zur Partei der Doktrinäre und vertrat als Gesinnungsgenosse Guizots die Grundsätze der konstitutionellen Erbmonarchie.
Nach der Julirevolution wurde er am 30. Juli 1830 provisorischer Innenminister, am 11. August Minister des Kultus und öffentlichen Unterrichts und Präsident des Staatsrats, trat aber im November mit den übrigen Doktrinären zurück. Vom Oktober 1832 bis April 1834, dann vom November 1834 bis Februar 1836 war er Außenminister und vom März 1835 an bis zu seinem Austritt zugleich Ministerpräsident. Als solcher führte er mit Großbritannien die Verhandlungen über das gegenseitige Durchsuchungsrecht und die Abschaffung der Sklaverei.
Seitdem lehnte er wiederholte Anträge zur Bildung eines Ministeriums ab. 1845 vermittelte er in London die Differenzen über das Durchsuchungsrecht, wurde 1847 französischer Botschafter in London, aber im März 1848 von der provisorischen Regierung abberufen.
Im Mai 1849 wurde er Mitglied der Nationalversammlung, wo er einer der Führer der Rechten wurde. Im Januar 1851 wurde er Präsident des Sicherheitsausschusses, betrieb namentlich die Verfassungsrevision, protestierte gegen den Staatsstreich vom 2. Dezember 1851 und zog sich dann ins Privatleben zurück.
Seit 1855 Mitglied der Académie française, starb er am 25. Januar 1870 in Paris.
Verheiratet war der Herzog seit 1816 mit Baroness Albertine Staël von Holstein (1797–1839), Tochter der Anne Louise Germaine de Staël, mit der er folgende Kinder hatte:
- Pauline (1817–1832)
- Louise (1818–1882) ⚭ 1836 Othenin de Cléron d’Haussonville
- Albert (1821–1901), duc de Broglie
- Paul (1834–1895)

## Werke
Broglie veröffentlichte seine literarischen Arbeiten unter dem Titel Écrits et discours (Paris 1863, 3 Bände).
Aus seinem Nachlass gab sein Sohn Albert heraus: Vues sur le gouvernement de la France; ouvrage inédit (1870, 2. Aufl. 1871) und Le libre échange et l’impôt (1879).
Seine Frau Albertine schrieb Fragments sur divers sujets de religion et de morale (anonym, 1840).